# Pieter Dirkszoon Keyser
Pieter Dirkszoon Keyser auch Petrus Theodorus genannt (Emden, * 1540; † 11. September 1596 bei Bantam) war ein niederländischer Navigator. Gemeinsam mit Frederick de Houtman fertigte er Sternkarten des südlichen Himmels an, wobei er zwölf neue Sternbilder einführte.

## Leben
Über das frühe Leben ist wenig bekannt, Keyser nahm an einigen Expeditionen, u. a. nach Brasilien und Nowaja Semlja teil.
1595 segelte eine Flotte von vier Schiffen unter dem Kommando von Cornelis de Houtman über Madagaskar nach Ostasien, die – katastrophal verlaufende – erste niederländische Ostindien-Expedition. Keyser war Navigator auf der Hollandia, später auf der Mauritius.
Keyser war von dem Kartografen Petrus Plancius beauftragt worden, Beobachtungen des tiefen Südhimmels vorzunehmen. Den Europäern lagen über die Sterne dieser Regionen noch keine verlässlichen Daten vor. Vom Mastkorb der Schiffe aus beobachtete er den Nachthimmel mit einem Instrument, das er von Plancius erhalten hatte (möglicherweise ein Astrolabium oder Jakobstab). Dabei wurde er von Frederick de Houtman, dem jüngeren Bruder des Kommandanten, unterstützt.
Von 249 Teilnehmern kehrten nur 87 lebend zurück, der Großteil war infolge von Krankheiten und Gewalttaten verstorben. Keyser verstarb im September 1596, als die Flotte vor Bantam (Java) lag. Sein Sternkatalog wurde Plancius 1597 nach der Rückkehr der Flotte von de Houtman übergeben.

## Himmelskartierung

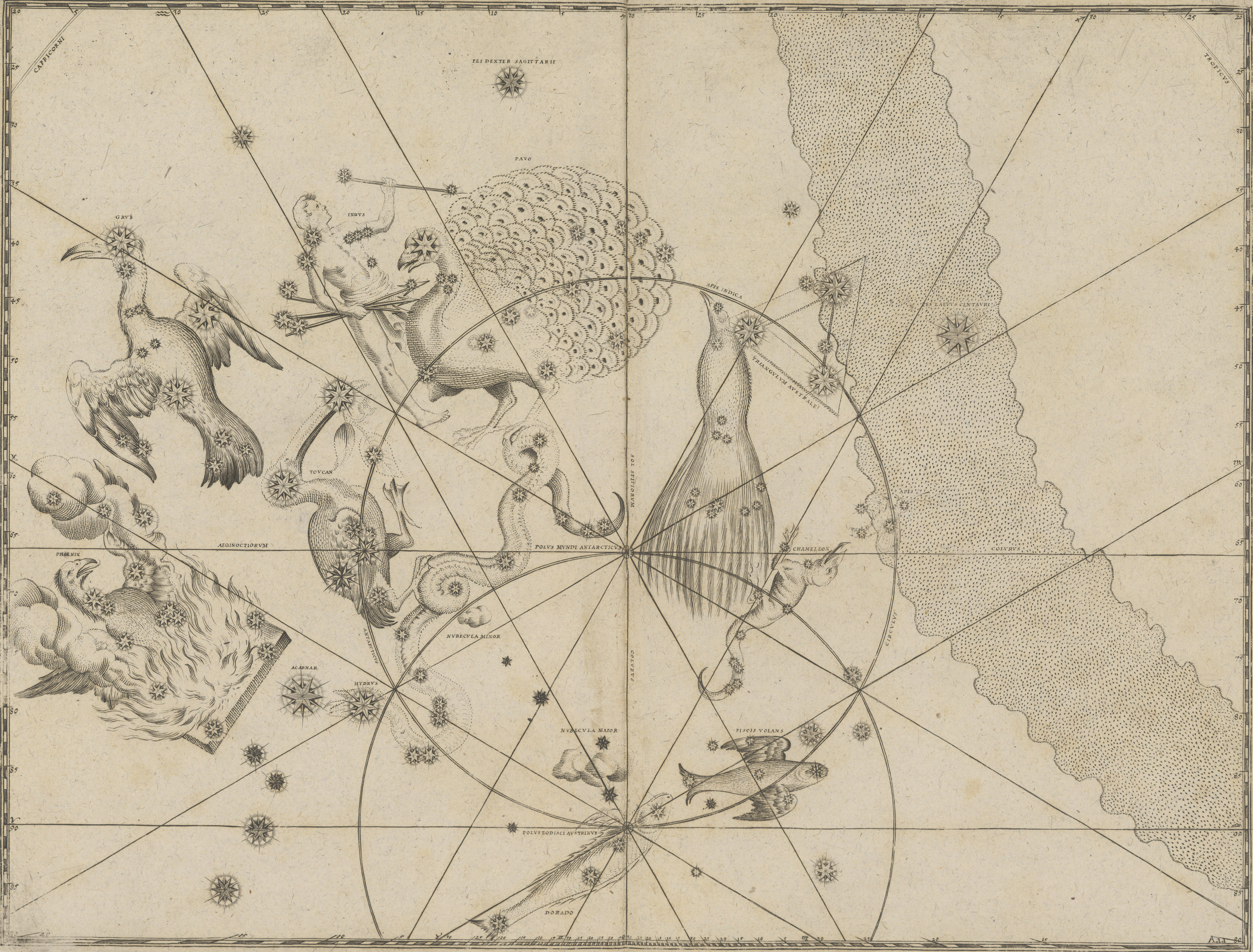
Bayer: Uranometria, Nachdruck 1661, Blatt 49 zeigt den Südsternhimmel

Keyser und de Houtman fertigten einen Katalog mit 135 Sternen an und unterteilten den südlichen Himmelsabschnitt in zwölf neue Sternbilder:
- Het Chameljoen (Chamäleon)
- Den Dorado (Schwertfisch, wörtlich „Goldfisch“)
- Den voghel Fenicx (Phönix)
- De Indiaen (Indus)
- Den Indiaenschen Exster, op Indies Lang ghenaemt („indianische Elster“, der Tukan)
- De Paradijs Voghel  (Paradiesvogel)
- De Pauww (Pfau)
- Den Reygher („Reiher“, heute Kranich)
- De Waterslang (Kleine Wasserschlange)
- De Vlieghe (Fliege)
- De vlieghende Visch (Fliegender Fisch)
- Den Zuyder Trianghel (Südliches Dreieck)

Keysers zwölf neue Sternbilder erschienen – teils unter anderem Namen zuerst – 1597/1598 auf einem Himmelsglobus von Plancius, zwei Jahre später auch von Jodocus Hondius veröffentlicht, und 1602 bei Willem Blaeu, 1603 auch mit den Beobachtungen der zweiten Reise de Houtmans. Johann Bayer übernahm sie in seinen 1603 erschienenen Himmelsatlas Uranometria. Sie gehören heute zu den 88 anerkannten Sternbildern.
Daneben listet Keyser Altar, Schiff Argo, Zentaur, Südliche Krone, Kreuz des Südens, Wolf, Taube als De Duyve met den Olijftak („Die Taube mit dem Ölzweig“), Eridanus als Den Nyli („Nil“) und den Schwanz des Skorpion.
Keysers Aufzeichnungen erschienen 1627 in Tabellenform in Johannes Keplers Tabulae Rudolfinae (Rudolfinische Tafeln). Die Originalaufzeichnungen sind allerdings verloren gegangen.

## Quelle
- Willem Lodewycksz (1997). Om de Zuid: de eerste schipvaart naar Oost-Indië onder Cornelis de Houtman, 1595–1597. Vertaling, inleiding en annotaties Vibeke Roeper en Diederick Wildeman. SUN, Nijmegen.